# Fernando Quirarte
Fernando Quirarte Gutiérrez  (ur. 17 maja 1956 w Guadalajarze) – meksykański piłkarz występujący na pozycji obrońcy, trener.

## Kariera klubowa
Quirarte zawodową karierę rozpoczynał w 1975 roku w klubie CD Guadalajara. W 1983 roku oraz w 1984 roku wywalczył z nim wicemistrzostwo Meksyku. W 1987 roku zdobył z zespołem mistrzostwo Meksyku. W tym samym toku odszedł do Atlasu Guadalajara. Spędził tam rok, a potem trafił do Universidadu Guadalajara. W 1990 roku wywalczył z nim wicemistrzostwo Meksyku. W tym samym roku zakończył karierę.

## Kariera reprezentacyjna
W reprezentacji Meksyku Quirarte zadebiutował 15 listopada 1981 roku w zremisowanym 1:1 meczu eliminacji Mistrzostw Świata 1982 z Kanadą. W 1986 roku został powołany do kadry narodowej na Mistrzostwa Świata. Zagrał na nich w pojedynkach z Belgią (2:1), Paragwajem (1:1), Irakiem (1:0), Bułgarią (2:0) oraz RFN (0:0, 1:4 po rzutach karnych). W meczach z Belgią i Irakiem strzelił także po jednym golu. Z tamtego turnieju Meksyk odpadł w ćwierćfinale. W latach 1981–1988 w drużynie narodowej Quirarte rozegrał w sumie 41 spotkań i zdobył 4 bramki.

## Kariera trenerska
Samodzielną pracę trenerską Quirarte rozpoczął w 1999 roku w zespole Santos Laguna z miasta Torreón. Wywalczył z nim mistrzostwo Meksyku w rozgrywkach Verano 2001. Później bez większych sukcesów prowadził Club Atlas i Jaguares de Chiapas. W październiku 2011 zastąpił José Luisa Reala na stanowisku szkoleniowca Chivas de Guadalajara, jednak już w styczniu 2012 odszedł z zespołu.